# Quartel da Sucata

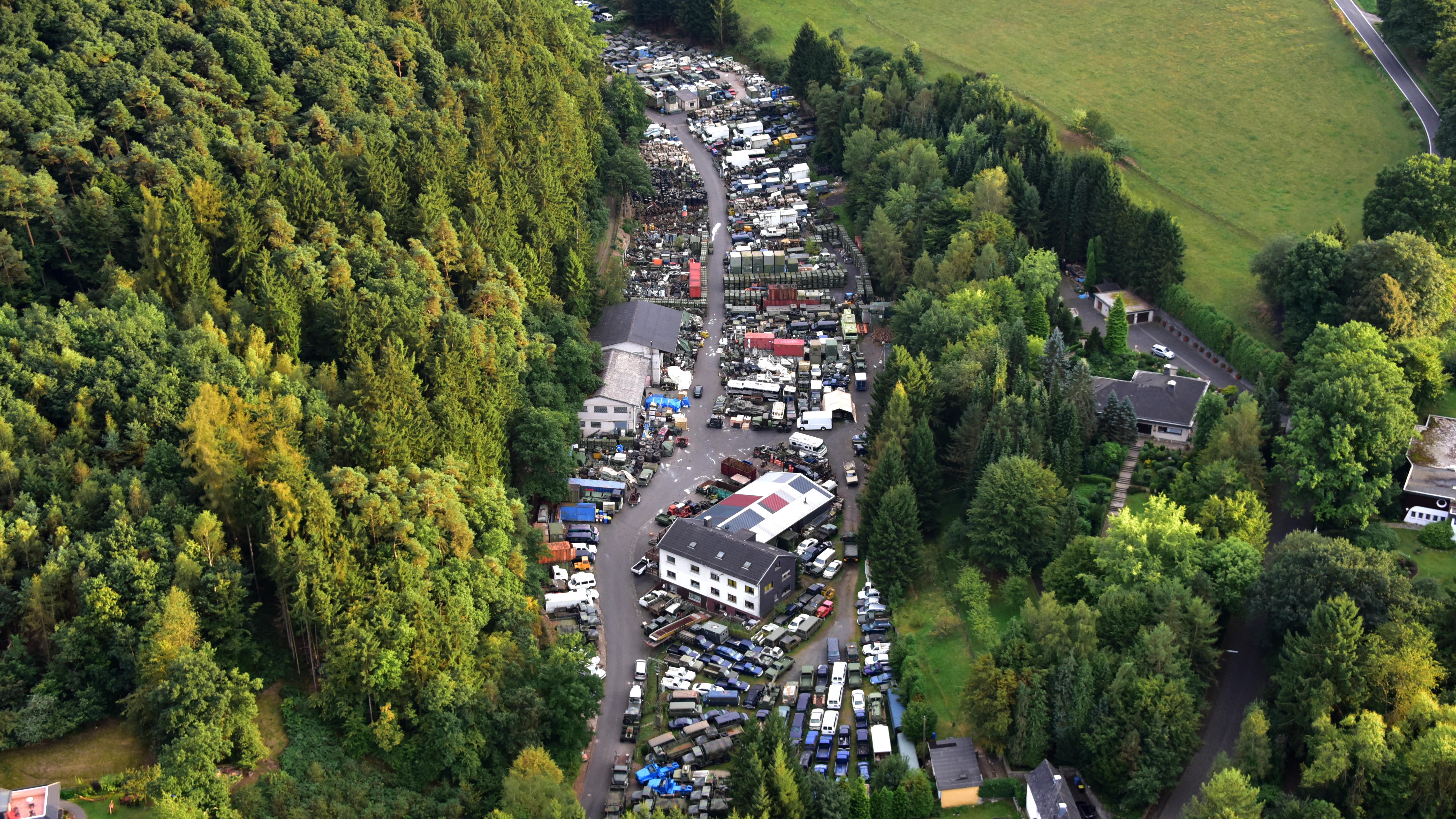
Morlock Motor vista aérea em Peterslahr (2017)

Quartel da Sucata é um reality-documentário do canal de televisão alemão DMAX. O programa mostrar Michael Manousakis e sua empresa Morlock Motors, que ele dirige com seus funcionários em Peterslahr.

## Morlock Motores
Michael Manousakis é um empresário registrado e fundador da Morlock Motors em Peterslahr. Seu negócio é comprar todas as coisas que o exército dos Estados Unidos está descartando na Europa. Para isso, ele tem um contrato exclusivo, após o qual ele tem todas as ações descartadas do exército do Estados Unidos que precisa comprar, como veículos, máquinas, roupas, equipamentos militares, equipamentos de construção, eletrônicos e muito mais. Os artigos são classificados, catalogados pela equipe de Michael e depois vendidos para revendedores e particulares ou armazenados nas instalações da empresa - principalmente ao ar livre e em contêineres. Além deste negócio, a Morlock Motors é especializada no reparo e restauração de veículos civis e militares dos Estados Unidos e opera uma oficina no local. Além disso, o diretor-gerente Michael também compra independentemente do exército dos Estados Unidos, falhou veículos e bens para negociar com eles.

## Equipe
- Michael é o CEO da Morlock Motors. Ele enfatiza uma e outra vez que ele era "apenas um estudante total" e nem sequer completou o treinamento vocacional e suas próprias habilidades técnicas. Ele começou a consertar carros depois de completar o ensino médio, trabalhou como mergulhador de salvamento na Nigéria e, finalmente, fundou sua própria empresa em 1994. Suas funções na empresa são contato direto com os clientes e aceitação de entregas. Embora ele supervisiona principalmente o trabalho de seus funcionários, ele até mesmo aborda o trabalho em situações difíceis. Além de seu trabalho como gerente, ele persegue vários hobbies, incluindo tiro esportivo, montanhismo e mergulho. Além disso, ele tem uma licença de piloto particular e várias aeronaves, incluindo um Antonov An-2, com o qual cruzou com sucesso o Atlântico.
- Alex é o chefe do escritório e o vice de Michael. Suas tarefas são o inventário de entregas, a contabilidade e a venda dos artigos.
- Rosi é a chefe dos mecânicos da Morlock Motors. Ela cuida dos reparos e restauração dos veículos com a equipe de Michael.
- Klotzki Como um mestre metalúrgico, ele é responsável por reparos, restaurações e conversões feitos sob medida nos veículos.
- Günther é o pintor da empresa.

## Links
- Site oficial da série
- Quartel da Sucata. no IMDb.]
- Quartel da Sucata em fernsehserien.de

## Individual provas
1. ↑  «Morlock Motors» (em alemão). Consultado em 14 de fevereiro de 2017
2. ↑  http://morlock-motors.de/impressum/